# Klemen Nemanič
Klemen Nemanič (Lubiana, 7 novembre 1996) è un calciatore sloveno, difensore del DAC Dunajská Streda.

## Carriera

### Club
Cresciuto nelle giovanili di Domžale e Interblock, ha iniziato la sua carriera calcistica con il Dob in seconda divisione slovena nel 2015. Due anni e mezzo dopo si è trasferito in Polonia al Legionovia Legionowo, dove ha trascorso sei mesi in terza divisione.
Nell'estate del 2018 è rientrato in Slovenia al Tabor Sežana, con cui ha centrato la promozione in massima divisione al termine della sua prima stagione. Con i rossoneri ha giocato per altre tre stagioni collezionando complessivamente 116 presenze segnando 4 reti.
Nell'estate del 2022 ha firmato con i rumeni del Csíkszereda ma dopo soli sei mesi è tornato in Slovenia al Celje.

### Nazionale
Ha giocato con le nazionali giovanili slovene Under-16, Under-17 ed Under-19.

## Statistiche

### Presenze e reti nei club
Statistiche aggiornate al 17 aprile 2025.
| Stagione            | Squadra              | Campionato          | Campionato | Campionato | Coppe nazionali | Coppe nazionali | Coppe nazionali | Coppe continentali | Coppe continentali | Coppe continentali | Altre coppe | Altre coppe | Altre coppe | Totale | Totale | Totale |
| Stagione            | Squadra              | Comp                | Pres       | Reti       | Comp            | Pres            | Reti            | Comp               | Pres               | Reti               | Comp        | Pres        | Reti        | Pres   | Reti   |        |
| ------------------- | -------------------- | ------------------- | ---------- | ---------- | --------------- | --------------- | --------------- | ------------------ | ------------------ | ------------------ | ----------- | ----------- | ----------- | ------ | ------ | ------ |
| 2015-2016           | Dob                  | 2.SNL               | 17         | 0          | CS              | 0               | 0               | -                  | -                  | -                  | -           | -           | -           | 17     | 0      |        |
| 2016-2017           | Dob                  | 2.SNL               | 16         | 3          | CS              | 2               | 0               | -                  | -                  | -                  | -           | -           | -           | 18     | 3      |        |
| 2017-gen. 2018      | Dob                  | 2.SNL               | 15         | 1          | CS              | 0               | 0               | -                  | -                  | -                  | -           | -           | -           | 15     | 1      |        |
| Totale Dob          | Totale Dob           | Totale Dob          | 48         | 4          |                 | 2               | 0               |                    | -                  | -                  |             | -           | -           | 50     | 4      |        |
| gen.-giu. 2018      | Legionovia Legionowo | 2L                  | 15         | 1          | CP              | 0               | 0               | -                  | -                  | -                  | -           | -           | -           | 15     | 1      |        |
| 2018-2019           | Tabor Sežana         | 2.SNL               | 26+2       | 3+0        | CS              | 0               | 0               | -                  | -                  | -                  | -           | -           | -           | 28     | 3      |        |
| 2019-2020           | Tabor Sežana         | 1.SNL               | 20         | 0          | CS              | 1               | 0               | -                  | -                  | -                  | -           | -           | -           | 21     | 0      |        |
| 2020-2021           | Tabor Sežana         | 1.SNL               | 34         | 0          | CS              | 2               | 0               | -                  | -                  | -                  | -           | -           | -           | 36     | 0      |        |
| 2021-2022           | Tabor Sežana         | 1.SNL               | 28+2       | 1+0        | CS              | 1               | 0               | -                  | -                  | -                  | -           | -           | -           | 31     | 1      |        |
| Totale Tabor Sežana | Totale Tabor Sežana  | Totale Tabor Sežana | 112        | 4          |                 | 4               | 0               |                    | -                  | -                  |             | -           | -           | 116    | 4      |        |
| 2022-gen. 2023      | Csíkszereda          | L2                  | 13         | 1          | CR              | 0               | 0               | -                  | -                  | -                  | -           | -           | -           | 13     | 1      |        |
| gen.-giu. 2023      | Celje                | 1.SNL               | 5          | 0          | CS              | 2               | 0               | -                  | -                  | -                  | -           | -           | -           | 7      | 0      |        |
| 2023-2024           | Celje                | 1.SNL               | 27         | 0          | CS              | 2               | 0               | UECL               | 4                  | 0                  | -           | -           | -           | 33     | 0      |        |
| 2024-2025           | Celje                | 1.SNL               | 17         | 1          | CS              | 3               | 2               | UCL+UEL+UECL       | 1+2+12             | 0+0+2              | -           | -           | -           | 35     | 5      |        |
| Totale Celje        | Totale Celje         | Totale Celje        | 49         | 1          |                 | 7               | 2               |                    | 19                 | 2                  |             | -           | -           | 75     | 5      |        |
| Totale carriera     | Totale carriera      | Totale carriera     | 237        | 11         |                 | 14              | 2               |                    | 19                 | 2                  |             | -           | -           | 270    | 15     |        |

## Palmarès

### Club

#### Competizioni nazionali
- Campionato sloveno: 1

Celje: 2023-2024
- Coppa di Slovenia: 1

Celje: 2024-2025